# Église Sainte-Agathe-de-la-Fournaise de Catane
Pour les articles homonymes, voir San Biagio et Église Sainte-Agathe.
L’église Sainte-Agathe-de-la-Fournaise (en italien Sant'Agata alla Fornace ou San Biagio) est située à l'extrémité ouest de la place Stesicoro à Catane.

## Origine
L'église construite au XVIIIe siècle après le tremblement de terre de 1693 se dresse, selon la tradition, sur le lieu où est situé le four où sainte Agathe a souffert le martyre. En fait, après avoir été enfermée en prison pour avoir refusé de renoncer à sa foi, elle a d'abord été soumise à la torture par le feu.

## L'église
La façade de l'église est l'œuvre de l'architecte Antonino Battaglia. Il a également conçu d'autres églises à Catane après le séisme de 1693, en style néo-classique avec deux colonnes supportant un Gable (fronton triangulaire).
L'intérieur possède une nef unique. La chapelle du transept droit est dédiée à sainte Agathe. Au-dessus de l'autel en marbres polychromes sont conservées les restes du four, protégés par une chasse.

## Sources
- (it) Cet article est partiellement ou en totalité issu de l’article de Wikipédia en italien intitulé « Chiesa di San Biagio (Catania) » (voir la liste des auteurs).